# Station Auterive
Station Auterive is een spoorwegstation in de Franse gemeente Auterive.